# Lehnstedt
Lehnstedt ist eine Gemeinde im Süden des Landkreises Weimarer Land und Teil der Verwaltungsgemeinschaft Mellingen.

## Lage
Das landwirtschaftlich geprägte Dorf liegt mitten in der Ackerbauebene zwischen Weimar und Apolda. Die Bahnstrecke Weimar–Gera streift südlich die Gemarkung des Ortes. Die Bundesstraße 7 erschließt verkehrsmäßig den ländlichen Raum.

## Geschichte

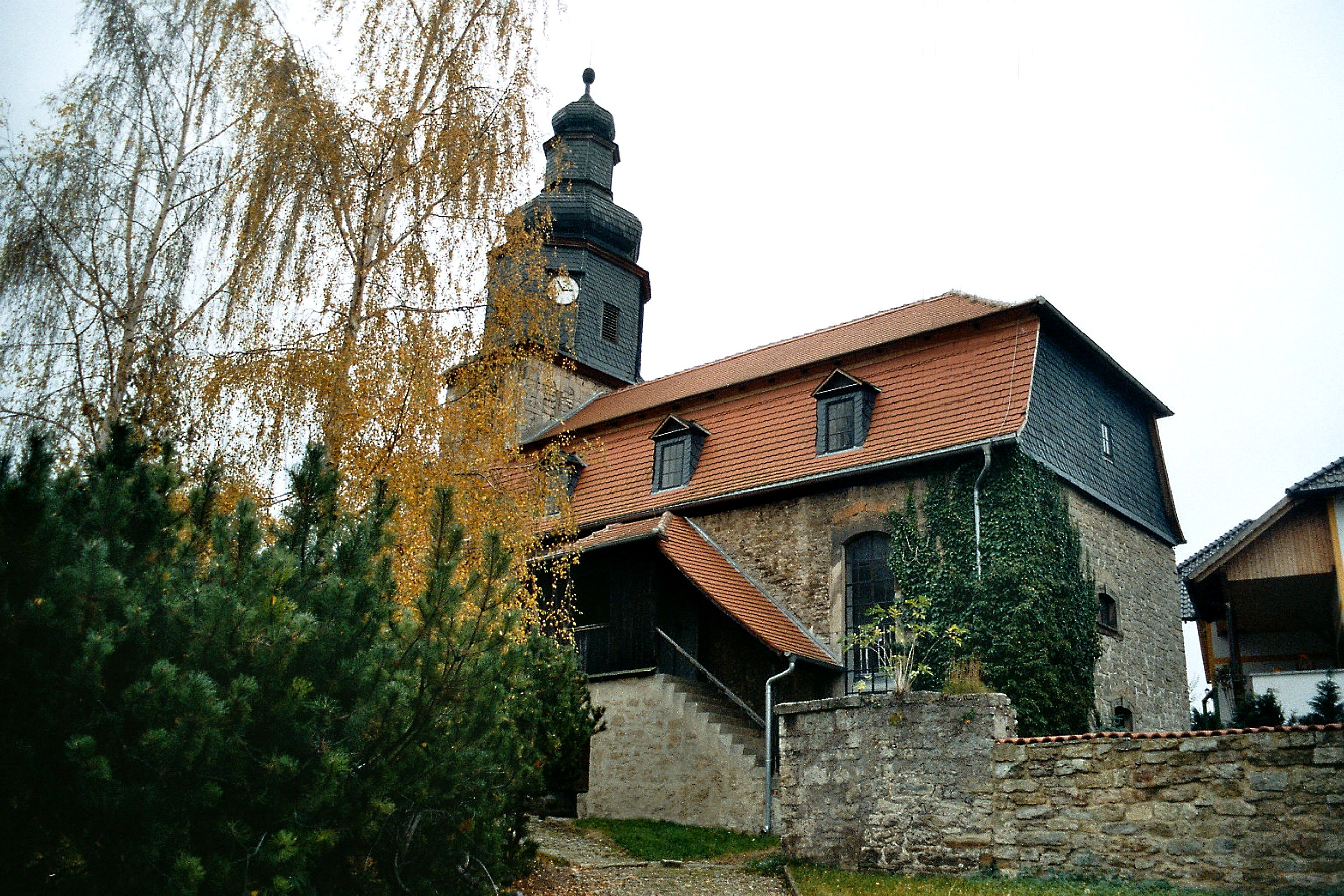
Kirche in Lehnstedt (2013)

Lehnstedt wurde erstmals im Ingelheimer Protokoll von 876 wegen des Zehntstreites als „Lautalahestat“ erwähnt. Im Mittelalter war der Ort im Besitz der Grafen von Gleichen sowie der Klöster Kapellendorf, Oberweimar und Berka. Zerstörungen gab es im Dreißigjährigen Krieg sowie durch die Hochwasser von 1613 und 1830 und die Großbrände von 1665 und 1798. 1637 wütete die Pest (96 Tote).
Am 4. Juli 1805 wurde hier Gottlieb Friedrich Krause als Sohn eines Krämers geboren. Er war der letzte Diener des Dichterfürsten Johann Wolfgang von Goethe (1749–1832). Er starb am 9. November 1860 in Ilmenau. Er stand Goethe von 1824 bis zu dessen Tod am 22. März 1832 zur Seite.
Ab 1815 war der Ort Teil des Großherzogtums Sachsen-Weimar-Eisenach und wurde nach 1945 mit dem Land Thüringen Teil der Sowjetischen Besatzungszone und der DDR. Am 11. April 1945 wurde es von amerikanischen Truppen besetzt. 1952 wurde es im Zuge der DDR-Verwaltungsreform Bestandteil des neugebildeten Bezirks Erfurt. Mitte der 1970er Jahre wurde Lehnstedt an das Trinkwassernetz des Bezirkes Erfurt angeschlossen. Seit 1990 gehört der Ort zum neu gegründeten Bundesland Thüringen.

## Sehenswürdigkeiten
- Magdalenenkirche und Pfarrhof
- Schmiede
- Gedenktafel für 16 unbekannte Häftlinge eines Todesmarsches des KZ Buchenwald, die nach grausamer Folter von SS-Männern ermordet wurden
- Steinkreuzgruppe am östlichen Ortsrand

## Persönlichkeiten
- Karl Heinrich Freyberg (1833–1909), Lehrer und Kantor